# 天曲
天曲，是中国长江流域的一条河流，汇入当曲，属于长江源水系。河长176千米，流域面积3700平方千米，年均流量11立方米每秒。自然落差684米。水能理论蕴藏量3万千瓦。